# Luitz-Morat

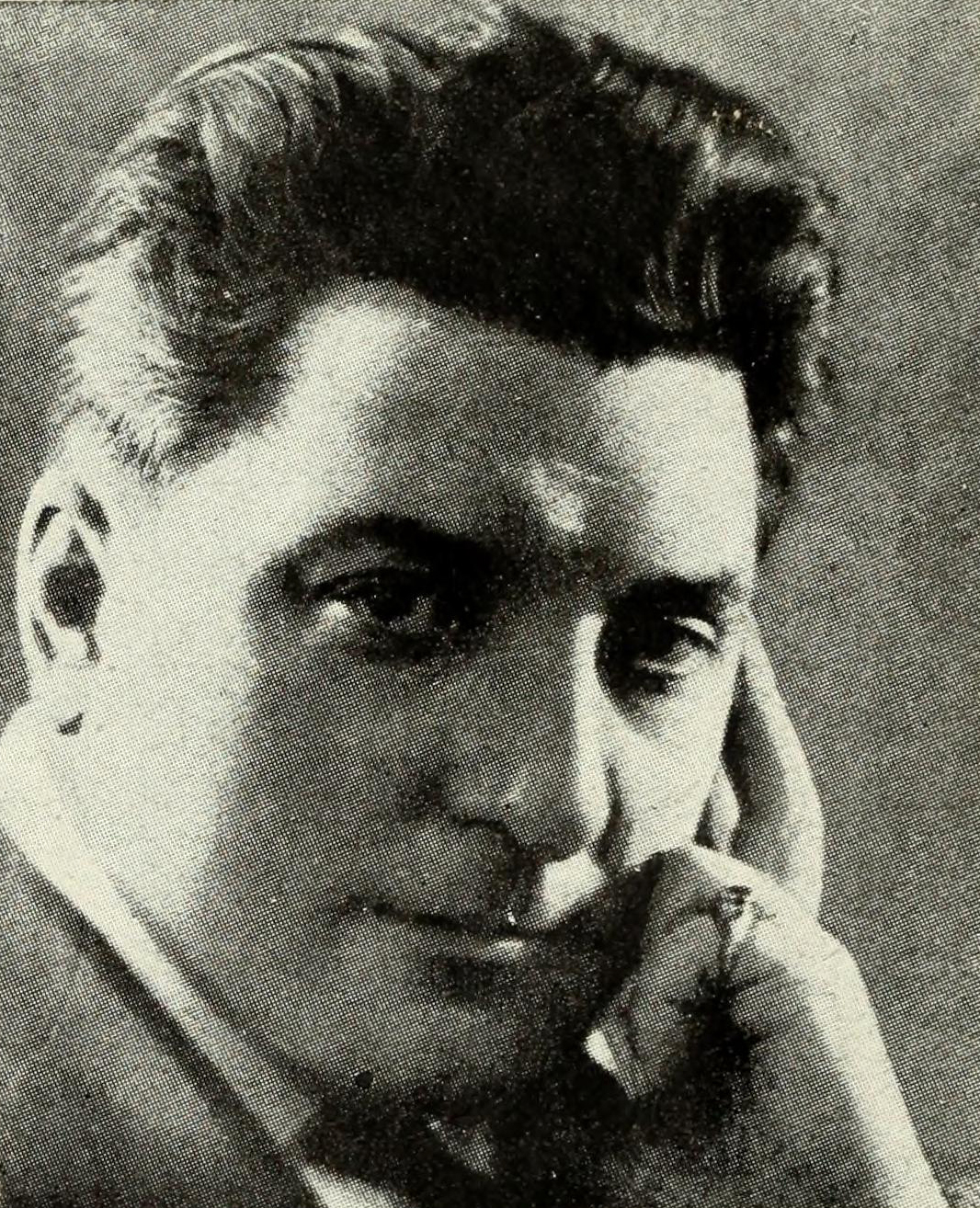
Luitz-Morat

Luitz-Morat, geboren als Maurice Louis Radguet, (* 5. Juni 1884 in Paris, Frankreich; † 11. August 1929 ebenda) war ein französischer Theaterschauspieler sowie Schauspieler, Regisseur, Drehbuchautor und Produzent beim Stummfilm.

## Leben und Wirken

### Als Schauspieler am Theater und beim Film
Maurice Louis Radiguet hatte im ersten Jahrzehnt des 20. Jahrhunderts kurze Zeit Medizin studiert, ehe er sich zu einem Berufswechsel entschloss und, trotz eines Hangs zum Stottern, ans Theater ging. Dort gehörte er noch im selben Jahrzehnt den Bühnenensembles von Sarah Bernhardt und Réjane an. Mit letztgenannter Künstlerin ging er auch auf Gastspielreise ins Ausland und trat Anfang November 1910 mit der männliche Hauptrolle des Armand Duval in einer Inszenierung der Kameliendame am Theater an der Wien auf. Das Urteil über seine darstellerische Leistung fiel verhalten bis zwiespältig aus; in einer Kritik hieß es „Der Partner der Réjane, Mr. Luitz-Morat, spielte den unglücklichen Liebhaber so, daß man nicht klar wurde, ob er ein Talent oder ein Stümper ist. Er ging nicht aus sich heraus und tastete vorsichtig herum wie ein Sänger, der einen hohen Ton singen soll und nicht ganz sicher ist, ob er ihn herausbringen wird.“.
Ebenfalls 1910 begann der gebürtige Pariser sich auf die Arbeit beim bis dahin kaum entwickelten Kinofilm zu konzentrieren. Dort trat er in den folgenden zwei Jahrzehnten sowohl als Schauspieler (mehrfach unter der Regie von Louis Feuillade) als auch als Drehbuchautor und als Regisseur in Erscheinung. Als Darsteller sah man Luitz-Morat noch vor dem Ausbruch des Ersten Weltkriegs in einer Fülle von Filmen, überwiegend Dramen, Abenteuergeschichten mit exotischen Handlungsorten und historische Epen wie Feuillades prunkvolles Leinwandfresko Die letzten Tage von Byzanz, in dem Luitz-Morat den unglückseligen Kaiser Konstantin XI. gab, der das bis dahin christliche Byzanz an die Moslems verlor.

### Als Filmregisseur
Nach seinem Dienst im Ersten Weltkrieg wandte sich Luitz-Morat 1919/20 der Filmregie zu und konnte mit einer Umsetzung des Wüstenabenteuers Les cinq Gentlemen maudits, das in Österreich im Februar 1921 als Zweiteiler Mektoub anlief, sogleich in seinem neuen Aufgabenfeld punkten. Die Kritik zeigte sich auch im Ausland wohlwollend, so heißt es im Wiener Sporttagblatt: „… auch die andern Darsteller, namentlich der Mit-Autor Luitz-Morat, geben ausgezeichnete Typen von Eleganz und bildhafter Darstellungskunst“. Bis zum Ende desselben Jahrzehnts feierte Luitz-Morat sowohl im In- als auch im Ausland noch einige weitere Erfolge mit Geschichten, die sich vor allem durch exotische Handlungsorte und abenteuerliche Erzählstränge auszeichneten. Mit La cité foudroyée schuf Luitz-Morat 1924 einen der ersten Science-Fiction-Filme seines Landes, mit Surcouf noch im selben Jahr einen klassischen Seefahrer- und Piratenfilm, der auch im Ausland gut lief. Die Fachpresse lobte letztgenannten Streifen als „regietechnisch vortrefflich“.
Luitz-Morats cineastisches Großprojekt Jean Chouan (1926) rund um den gleichnamigen Konterrevolutionär aus der Zeit der französischen Revolution wurde als „superbe Regiekunst“ gepriesen. Im Sommer 1927 nahm er schließlich ein Regieangebot aus Deutschland an und drehte in Berlins UFA-Studios das Drama Mein Leben für das Deine, eine Adaption des Schauspiels Odette von Victorien Sardou, mit der italienischen Leinwanddiva Francesca Bertini in der Hauptrolle. Wieder daheim in Paris, adaptierte Luitz-Morat ab Juni 1928 für die Leinwand Henri Batailles Stück La vierge folle, das im deutschsprachigen Raum unter dem Titel Die törichte Jungfrau angekündigt wurde. Es sollte seine letzte Inszenierung werden. Von einer hartnäckigen Krankheit geschwächt, starb Luitz-Morat im Sommer 1929, gerade erst 45 Jahre alt.

### Privates
Luitz-Morat war mit den Schauspielerinnen Madeleine Ramey (1888–1975) und Simone Judic (1890–1964) verheiratet und hatte mit der letztgenannten eine Tochter.

## Filmografie
als Schauspieler (Auswahl):
- 1910: Les Sept Péchés capitaux III: La Luxure
- 1910: Le Secret du corsaire Rouge
- 1911: Le Fils de Locuste
- 1911: La Vierge d'Argos
- 1911: Héliogabale
- 1911: Thaïs
- 1911: Le Tyran de Syracuse
- 1912: Tyrtée
- 1912: Le Maléfice
- 1912: Les Noces siciliennes
- 1912: Le Regard
- 1913: L'Écrin du Rajah
- 1913: L'Angoisse
- 1913: La Petite Danseuse
- 1913: La Robe blanche
- 1913: Die letzten Tage von Byzanz (L'Agonie de Byzance)
- 1913: La Marche des rois
- 1914: La Petite Andalouse
- 1914: La Gitanella
- 1917: L'Esclave de Phidias
- 1920: Petit-Ange
- 1920: Die fünf verfluchten Gentlemen / Mekloub (Les Cinq Gentlemen maudits)
- 1921: Pervenche
- 1927: La Petite Chocolatière

als Regisseur (komplett):
- 1920: Rien à louer
- 1920: Petit-Ange (auch Produktion und Drehbuch)
- 1920: Monsieur le Bureau
- 1920: Die fünf verfluchten Gentlemen / Mektoub (Les Cinq Gentlemen maudits)
- 1922: La Terre du diable (auch Co-Drehbuch)
- 1922: Le Sang d'Allah (auch Co-Drehbuch)
- 1922: Au seuil du harem
- 1923: Petit ange et son pantin (auch Co-Drehbuch)
- 1924: Surcouf, der König der schwarzen Flagge (Surcouf)
- 1924: La Cité foudroyée (auch Produktion)
- 1925: La Course du flambeau
- 1926: Le Juif errant (auch Drehbuch)
- 1926: Jean Chouan
- 1927: Mein Leben für das Deine (auch Co-Drehbuch)
- 1928: La Ronde infernale
- 1928: Die törichte Jungfrau (La Vierge folle) (auch Drehbuch)